# Симонета Веспучи
Симонèта Веспучи (на италиански: Simonetta Vespucci; на латински: Vespuccia, Vesputia), родена Катанèо (на италиански: Cattaneo; * 28 януари (?) 1453, Генуа или Порто Венере; † 26 април 1476, Флоренция) е възлюбена на Джулиано де Медичи, по-младият брат на флорентинския владетел Лоренцо де Медичи, както и на самия Лоренцо. Считана е за първа красавица на Флорентинския ренесанс, а за своята красота получава прозвището Несравнимата (на френски: La Sans Pareille) и Хубавата Симонета (на италиански: La Bella Simonetta). Вероятно служи за модел на картините на Ботичели „Раждането на Венера“ и няколко други негови творби; изобразена е и като Клеопатра със змия на шията на платното на Пиеро ди Козимо и на неговата творба „Смъртта на Прокрида“.

## Произход
Симонета се ражда в семейството на генуезките благородници Гаспаре Катанео дела Волта и Катерина Виоланта Спинола (известна като Катокия) на 28 януари 1453 г. (историците не са съгласни дали е родена в Генуа или във Фецано ди Порто Венере), следователно е член на благородническото семейство Катанео. Родителите ѝ стават известни като родители на тази легендарна „жива Венера“. От страна на майка си е роднина на рода Апиани – господари на Пиомбино.

## Биография

### Брак
През април 1469 г., когато е едва на 16 години, Симонета отива да се срещне с много младия си съпруг Марко Веспучи, далечен братовчед на мореплавателя Америго Веспучи, в църквата „Сан Торпете“ в присъствието на дожа на Генуа и на цялата градска аристокрация.
Смята се, че като дете тя придружава родителите си в изгнание във вилата, която семейство Катанео притежава във Фецано ди Порто Венере, където живее до 16-годишна възраст. Семейството е изгонено от Генуа по време на част от вътрешните борби. Майка ѝ първо се омъжва за Батиста Фрегозо, от когото има дъщеря Батистина, която се омъжва за Якопо III Апиано, херцог на Пиомбино. Семейство Катанео, докато е в изгнание, също се радва на гостоприемството на херцога на Пиомбино, споделяйки го с флорентинеца Пиеро Веспучи (приор на Сан Марко), баща на Марко, бъдещият съпруг на Симонета. Симонета остава в двора на Пиомбино до 1468 г., когато се омъжва. Тук Пиеро Веспучи, бащата на бъдещия ѝ съпруг, често гостува по бизнес дела. В Пиомбино именно е уреден и бракът ѝ.
Марко отива в Генуа, тъй като баща му смята, че е препоръчително той да изучава организацията на известната банка Сан Джорджо, чийто прокурист е бъдещият му тъст Гаспаре Катанео. Очевидно, след като е приет в къщата на началника си, Марко се е среща с дъщеря му и урежда брак, който е полезен за семейство Катанео като съюз с богато флорентинско семейство на банкери, приближени на управляващото семейство Медичи (неотдавнашното падане на Константинопол и загубата на източните колонии всъщност особено засяга сем. Катанео икономически и морално.).

### Живот във Флоренция в двора на Медичите
След сватбата двойката се установява във Флоренция, градът на Веспучи. Пристигането им съвпада с изкачването на Лоренцо Великолепни като глава на Флорентинската република. Лоренцо и брат му Джулиано посрещат булката и младоженеца в Двореца на Медичите на ул. „Ларга“ и организират пищно празненство в тяхна чест във Вилата си в Кареджи. Следват кратки години на празненства и приеми с разкошен живот, в центъра на който е дворът на Медичите. Марко и Симонета се установяват в семейния дом – Барго д'Онисанти.
Нейният съвременник Анджело Полициано я описва като „семпла и невинна дама, която никога не е давала повод за ревност или скандал“ и казва, че „наред с другите изключителни дарове на природата тя имаше толкова мил и привлекателен начин на общуване, че всеки, който я срещна отблизо познати или онези, на които е проявявала дори най-малко внимание, се чувстваха обект на нейната обич. Нямаше нито една жена, която да ѝ завижда, и всички я хвалеха толкова много, че това изглеждаше нещо необичайно: толкова много мъже я обичаха без вълнение и ревност и толкова много дами я хвалеха без злоба.“
Всички знатни мъже в града полудяват по нея, а владетелят на града Лоренцо Великолепни и по-малкият му брат Джулиано Медичи търсят нейното благоволение. Първият влюбен в Симонета е самият Лоренцо. Без него, неговата декларирана любов и неговото одобрение не би имало толкова много поетични и живописни описания на Симонета. Самият той, когато тя е още жива, ѝ посвещава стихотворения като Selve d'Amore („Любовни лесове“), но в предпочитаната от него благоразумна форма на жена-звезда според теорията на Данте за жената-ангел. Тъй като Лоренцо се занимава с държавни дела (и боготвори друга жена – Лукреция Донати), Джулиано има повече време да се грижи за нея. Смята се, че тя е става любовница на Джулиано през 1475 г. (въпреки че се твърди също, че връзката им е била платоническа и че тя е била „прекрасната дама“ на Джулиано, в съответствие с придворния живот на флорентинския двор). Както пишат биографите на Лоренцо Великолепни, които се придържат към първата версия, „тази връзка бе скрита по неизвестни причини“, но през 1475 г. с помощта на фин трик успяват да организират празник в чест на Симонета.
През 1473 г. процесията на Елеонора Арагонска пристига във Флоренция, ескортирана от нейния брат Алфонсо, херцог на Калабрия и наследник на трона на Неапол, която е на път за Ферара, за да се омъжи за Ерколе I д’Есте. По този повод Алфонсо среща Симонета и се влюбва в нея, но връзката им е представена в литературата като платоническа. По този повод Лоренцо Великолепни използва привлекателността на младата жена като инструмент за сключване на съюз с Неаполитанското кралство.
Връх Симонета достига на Турнира на Джулиано – рицарски турнир на пл. „Санта Кроче“ през 1475 г. Официалната причина за него е дипломатически успех: сключването на съюз между Милано, Венеция и Флоренция на 2 ноември 1474 г. (въз основа на датата на този празник се изчислява рожденият ден на Симонета – предполага се, че този ден не е избран случайно). На него Джулиано де Медичи, според това, което е обезсмъртено в поемата Stanze per la giostra di Giuliano de' Medici от Анджело Полициано, обещава и посвещава победата на Симонета, присъстваща в публиката. Преди него язди оръженосец с щандарт (незапазен днес), на който Ботичели (или художниците от неговата работилница) изобразяват Симонета в алегоричната роля на Венера-Минерва с Купидон, окован в краката ѝ. Стиховете на Полициано описват тази картина и дават ключ към нея: тя показва Симонета като Атина Палада в бяла рокля, с щит и копие, държаща главата на Медуза Горгона в ръцете си и мотото La Sans Pareille („Несравнимата“), избрано лично от Лоренцо. То за съжаление е унищожено поради нетрайността на тъканта. Друг щандарт е поръчан от работилницата на Андреа дел Верокио, вероятно по проект на Леонардо да Винчи. Той също е изгубен, но подготвителният чертеж достига до нас, запазен в Кабинета на рисунките в Уфици. Симонета е обявена за „кралица на турнира“, като лично предлага на Джулиано наградата на турнира – изящно изработен шлем, изработен в работилницата на Верокио. До този момент нейната милост е завладяла всички във Флоренция, преди всичко Джулиано, който става неин любовник. След смъртта ѝ Джулиано има само една връзка с флорентинка – Фиорета Горини от фамилията Паци, която му ражда син Джулио, бъдещия папа Климент VII. Луиджи Пулчи ѝ посвещава няколко сонета, а Лоренцо Великолепни я възхвалява в своя Selve d'Amore и в четири сонета след смъртта ѝ.

### Смърт
Симонета умира на 26 април 1476 г. на 23-годишна възраст. Традиционно се смята, че смъртта ѝ е резултат от туберкулоза (или еднакво смъртоносна пневмония по онова време). Новите хипотези обаче предполагат, че тя всъщност е била засегната от аденом на хипофизата със секреция на пролактин и соматотропин, и че вероятно е била стерилна. Увеличаването на тумора води до нейната смърт. В деня на погребението ѝ, 27 април, тя е пренесена през Флоренция в отворен ковчег, облечена в бяло, за да ѝ се възхищават хората за последен път – изключение, направено само за специални лица. За тъжната ѝ смърт Лоренцо Великолепни написва четири сонета. Джулиано също пише няколко стиха за Симонета, със сигурност не на нивото на тези на по-известния му брат, но също толкова тъжни и искрени. Джулиано умира 2 години след нея, убит по време на Заговора на Паци.
Лоренцо Великолепни описва чувствата, които го обземат след смъртта на красивата Симонета, за която научава докато е в Пиза. Лоренцо пише, че след като прочита писмото, той излиза в градината: „Беше нощ и аз и най-скъпият ми приятел вървяхме заедно, говорейки за нещастието, което ни сполетя. Времето беше ясно и ние, разговаряйки, видяхме на запад искряща звезда, толкова ярка, че засенчи с блясъка си не само други звезди, но и други светила, които избледняха в нейната светлина. Възхищавайки се на тази звезда, аз се обърнах към моя приятел и казах: Няма да се учудим, ако душата на тази чудна дама се превърне в нова звезда или, като се възнесе, се обедини с нея.“ Той разказва и за нейното погребение: „С непокрито лице я пренесоха от къщата в криптата и тя накара онези, които я видяха, да пролеят много сълзи ... Тя вдъхваше състрадание, но и възхищение, защото в смъртта тя надмина красота, която през живота си е смятала за ненадмината. В нейния външен вид се проявява истинността на думите на Петрарка: „Красива е смъртта на това красиво лице““.
Погребана е в семейния параклис на сем. Веспучи в църквата Онисанти във Флоренция (построена от член на семейство Веспучи през 1383 г.), вероятно в параклиса на дядото на Марко, Джулиано Веспучи, в левия трансепт. Гробът ѝ не е запазен, защото по-късно параклисът е превърнат в параклис на Свети Франциск и е преместен или опразнен, но не се знае през коя година и от кого. Ботичели завещава да бъде погребан редом до Симонета, което е и изпълнено 34 години след смъртта ѝ.
Съпругът ѝ Марко Веспучи се жени повторно след смъртта ѝ. Той кръщава сина си Джулиано. Според някои изследователи това предполага, че той е знаел за връзката на жена си с Джулиано де Медичи и не е изпитвал враждебност към него. Но има и версия, че напротив, Веспучи са били много обидени от връзката на представител на семейството им с Медичите и сякаш затова са били замесени в Заговора на Паци, в който Джулиано е убит.

## Списък с произведения, за които се предполага, че е изобразена Симонета
Сандро Ботичели:
- Пролет, между 1477 и 1478 г.
- Раждането на Венера, Уфици. Ботичели завършва картината през 1485 г., 9 години след нейната смърт.
- Образи на Мадони:
  1. Мадоната с нара, Уфици
  2. Мадона Магнификат, Уфици
- Счита се, че Ботичели е нарисувал 4 профилни изображения, които биха могли да бъдат на Симонета:
  1. Портрет на млада жена, Щеделевски худ. институт, Франкфурт на Майн. Предполага се, че това е Симонета поради сходството на модела с „Клеопатра“ на Пиеро ди Козимо. Освен това авторството на Ботичели не е доказано. Някои предполагат, че картината е на Якопо дел Селайо.
  2. Портрет на млада жена, (ок. 1476 – 1480), Берлинска картинна галерия. Някои предполагат, че модел вероятно е майката или жената на Лоренцо Великолепни (Лукреция Торнабуони или Клариса Орсини), поради което картината фигурира в Галерията само като „Портрет на млада жена“. Авторството на Ботичели не е доказано. Портретът произхожда от Двореца на Медичите и за него има най-много основания да се счита за картината, описана от Вазари.
  3. Портрет на млада жена (ок. 1480 – 85). Токио, Колекция „Марубени“. Оспорвано е дали Симонета е моделът на тази картина.
  4. Портрет на млада жена (ок. 1475), Галерия Палатина (Палацо Пити), Флоренция. Освен Симонета като други вероятни модели за този портрет са Клариса Орсини или друга любовница на Джулиано – Фиорета Горини. Авторството на Ботичели е оспорвано.
- Венера и Марс, 1483. Според една от версиите тя е изображение на Джулиано и Симонета[22], въпреки че това предположение се отхвърля от редица изкуствоведи, тъй като картината е от семейната сбирка на Веспучи и в ъгъла е изобразен гербът на този род, така че Джулиано, като любовник, не може да бъде изобразен там. Според други предположения това е портрет на Марко Веспучи.
- Атина в Палада и кентавъра, Истината в Клевета, дантевата Беатриче в цикъла рисунки на Ботичели към „Божествена комедия“ и т.н.

Пиеро ди Козимо:
- Портрет на Симонета Веспучи „в образа на Клеопатра“, 1490 (ок. 1500; до 1520), Музей „Конде“. Посмъртен портрет на Симонета половин десетилетие след смъртта ѝ. Името ѝ е написано долу на портрета.
- Смъртта на Прокрида, кр. на XV век, Лондон, Национална галерия

Доменико Гирландайо:
- фреска с изображението Мадона дела Мизерикордия (1472), простряла защитнически ръце над семейство Веспучи в Капела „Веспучи“ в църквата „Онисанти“. Счита се, че Симонета е единствената жена, изобразена в групата с непокрита глава. Америго Веспучи, изобразен на фреската, е на 18-годишна възраст. Това е най-достоверното нейно изображение.

Андреа дел Верокио (?)
- Женски портрет – скулптурен бюст, предполагаемо изображение на Симонета, Вашингтон, Национална галерия на изкуствата[23] Вероятно именно този бюст на Симонета през XIX век се намира в колекцията на сър Фредерик Кук в Ричмънд, така както много произведения от тази колекция днес са във Вашингтон.

- Раждането на Венера (Ботичели). Детайл. Идентификацията на Симонета в тази картина е поставена под съмнение от почти цялата специализирана литература.
- Пролет (Ботичели). Детайл. Флора, алегорията на самата пролет. Облечен в цветя и заобиколен от цветни момичета, той предвещава настъпването на новия сезон. Някой предполага без документално основание, че би могло да е лицето на Симонета.
- Пролет (Ботичели). Детайл.
- Мадоната с нара (Ботичели)
- Мадона Магнификат (Ботичели)
- Портрет на млада жена (Ботичели), Франкфурт
- Портрет на млада жена (Ботичели ?), Берлин
- Портрет на млада жена (Ботичели ?), Токио
- Портрет на млада жена (Ботичели ?), Флоренция
- Венера и Марс (Ботичели)
- Портрет на Симонета Веспучи (Пиеро ди Козимо)
- Смъртта на Прокрида (Пиеро ди Козимо)
- Мадона дела Мизерикордия (Доменико Гирландайо)
- Клевета (Ботичели), детайл
- Детайл от фреска от Сикстинската капела (Ботичели)